# 港珠澳大橋 (紀錄片)
《港珠澳大桥》（英語：Hong Kong-Zhuhai-Macao Bridge）是由中国中央电视台科教频道、港珠澳大桥管理局、探索频道、广东广播电视台、珠海广播电视台联合制作的电视纪录片，2017年6月30日至7月1日在中国中央电视台科教频道播出，2020年11月4日至6日于香港翡翠台及无线财经·资讯台播出。

## 分集
| 集数 | 中国播放日期  |
| ---- | ------------- |
| 上集 | 2017年6月30日 |
| 下集 | 2017年7月1日  |